# Lewitzrand
Lewitzrand település Németországban, Mecklenburg-Elő-Pomeránia tartományban. Lakosainak száma 1389 fő (2023. december 31.).

## Népesség
A település népességének változása:
| Lakosok száma | 1527 | 1528 | 1469 | 1448 | 1440 | 1388 | 1413 | 1370 | 1377 | 1389 |
|               | 2009 | 2010 | 2011 | 2012 | 2013 | 2017 | 2019 | 2021 | 2022 | 2023 |